# فرودگاه منطقه‌ای فردریک
فرودگاه منطقه‌ای فردریک (به انگلیسی: Frederick Regional Airport) (به زبان بومی: Frederick AAF) یک فرودگاه همگانی بهره‌برداری هوایی با کد یاتا FDR است که یک باند فرود بتن دارد و طول باند آن ۱۴۶۷ متر است. این فرودگاه در کشور ایالات متحده آمریکا قرار دارد و در ارتفاع ۳۸۳ متری از سطح دریا واقع شده است.